# 张壮 (1970年)
张壮（1970年5月—），男，汉族，山东莱州人，中华人民共和国政治人物，中国共产党党员。现任柳州市人民政府市长。

## 生平
2012年8月至2012年9月，任贵港市人民政府党组成员、副市长人选。2012年9月至2013年8月，任贵港市人民政府副市长、党组成员。2013年8月至2013年9月，任中共贵港市委常委，市人民政府副市长、党组成员。2013年9月至2016年6月，任中共贵港市委常委、组织部部长。2016年6月至2020年2月，任中共贵港市委常委，市人民政府副市长、党组副书记。
2020年2月至2021年2月，任中共玉林市委副书记。
2021年2月至今，任中共柳州市委副书记。2021年3月至今，任柳州市人民政府市长。